# 羅伯特·M·奇蒂諾
羅伯特·M·奇蒂諾（英語：Robert M. Citino，1958年6月19日—）是一位美國軍事歷史學家，以研究德國軍事史，特別是德國國防軍的軍事思想和發展史聞名，其作品受到美國歷史協會、美國軍事歷史學會和紐約軍事研討會的認可，史學期刊《历史演讲》將其描述為「洞察力超群的當代軍事歷史學家之一」。

## 生平
奇蒂諾於1958年6月19日出生於克里夫蘭，父親曾於太平洋戰爭中參軍，曾在瓜達康納爾島戰役中擔任軍醫。1978年取得俄亥俄州立大學歷史學士學位，還有拉丁文學位榮譽，在1980年和1984年又取得了印第安納大學文學碩士與哲學博士學位。奇蒂諾能說一口流利的德語，且博讀許多二十世紀初的德國軍事文獻。奇蒂諾曾於北德克薩斯大學、伊利湖學院、東密歇根大學、西點軍校和美國陸軍戰爭學院擔任過學術職務，以及於奧林托·馬克·巴爾桑蒂軍事歷史中心的軍事歷史學會擔任研究員、白宮和歷史頻道的顧問。目前擔任美國陸軍部歷史諮詢小組委員會主席。

## 獲獎
- 2004年美國歷史協會（英语：American Historical Association）保罗·伯兹奥尔奖（英语：Paul M. Birdsall）戰略研究最佳圖書：《從閃電戰到沙漠風暴：戰爭戰役層級發展史》[3]
- 2005年軍事歷史學會（英语：Society for Military History）傑出圖書獎：《從閃電戰到沙漠風暴：戰爭戰役層級發展史》[4]
- 2012年紐約軍事研討會（英语：New York Military Affairs Symposium）亞瑟·古德澤特獎：《國防軍 : 第二部 . 節節敗退，1943年失敗的戰爭》[5]
- 2013年軍事歷史學會（英语：Society for Military History）傑出圖書獎：《國防軍 : 第二部 . 節節敗退，1943年失敗的戰爭》[6]

## 著作
- Robert M. Citino. . Greenwood Press. 1991. ISBN 978-0313277894 （英语）.
- Robert M. Citino. . Greenwood Press. 1994. ISBN 978-0313285004 （英语）.
- Robert M. Citino. . Lynne Rienner Publishers. 1999. ISBN 978-1555877149 （英语）.
- Robert M. Citino. . History in Dispute 4, World War II, 1939–1945. 1999. ISBN 978-1558624108 （英语）.
- Robert M. Citino; Roch Legault; B.J.C. McKercher. . Military Planning and the Origins of the Second World War in Europe (Praeger). 2001. ISBN 978-0275961589 （英语）.
- Robert M. Citino. . University Press of Kansas. 2002. ISBN 978-0700616558 （英语）.
- Robert M. Citino. . University Press of Kansas. 2004. ISBN 978-0700613007 （英语）.
  - 罗伯特·M·奇蒂诺. . 小小冰人 翻譯. 北京: 台海出版社. 2019-05-21. ISBN 9787516822722 （中文）.
- Robert M. Citino. . University Press of Kansas. 2005. ISBN 978-0700616244 （英语）.
- Robert M. Citino. . University Press of Kansas. 2007. ISBN 978-0700617913 （英语）.
  - 罗伯特·M·奇蒂诺. . 胡毅秉 翻譯. 北京: 台海出版社. 2019-05. ISBN 9787516823248 （中文）.
- Robert M. Citino. . American Historical Review. 2007, 112 (4) （英语）.
- Robert M. Citino. . Stackpole Books. 2007. ISBN 978-0811734578 （英语）.
- Robert M. Citino. . University Press of Kansas. 2016. ISBN 978-0700623433 （英语）.
  - 罗伯特·M·奇蒂诺. . 胡毅秉 翻譯. 北京: 台海出版社. 2020-08-01. ISBN 9787559449498 （中文）.
- Robert M. Citino. . University Press of Kansas. 2017. ISBN 978-0700624942 （英语）.
  - 罗伯特·M·奇蒂诺. . 胡毅秉 翻譯. 北京: 台海出版社. 2020-09-25. ISBN 9787559450517 （中文）.